# Galina Wladimirowna Kurljandskaja
Galina Wladimirowna Kurljandskaja (russisch Галина Владимировна Курляндская; * 30. Januar 1961 in Kirowgrad) ist eine sowjetisch-russische Physikerin und Hochschullehrerin.

## Leben
Kurljandskaja studierte an der Staatlichen Gorki-Universität des Uralgebiets (UrGU) in der Physikalischen Fakultät mit Abschluss 1983. Ihr Lehrer war Wladimir Olegowitsch Waskowski.
Von 1984 bis 2002 war Kurljandskaja wissenschaftliche Mitarbeiterin des Swerdlowsk/jekaterinburger Michejew-Instituts für Metallphysik der Ural-Abteilung (UrO) der Russischen Akademie der Wissenschaften (RAN) (bis 1992 im Laboratorium für physikalische Metallkunde). 1990 verteidigte sie mit Erfolg ihre Dissertation über die Versetzungsstruktur und die magnetischen Eigenschaften von Fe3Si-Einkristallen und Eisen-Silicium-Stählen bei thermomechanischer Umformung oberhalb der Curie-Temperatur für die Promotion zur Kandidatin der physikalisch-mathematischen Wissenschaften.
Seit 2003 ist Kurljandskaja führende wissenschaftliche Mitarbeiterin des Forschungsinstituts für Physik und Angewandte Mathematik in der Abteilung für Festkörper-Magnetismus und des Lehrstuhls für Magnetismus und magnetische Nanomaterialien der UrGU.
Kurljandskaja war von 1998 bis 2001 und ist ab 2004 Gastprofessorin der Fakultät für Elektrophysik und Elektronik der Universität Baskenland. Von 2001 bis 2004 war sie Gastprofessorin der Physikalischen Fakultät der Universität Oviedo. Sie organisierte die Zusammenarbeit der Universität Oviedo, der UrGU, der University of Maryland, der Cabot Corporation und der Universidad de Buenos Aires für die Prototypentwicklung neuartiger medizinischer Geräte auf der Basis von Nanomaterialien. Häufig berichtete sie auf internationalen Konferenzen in Russland, Spanien, Frankreich, Deutschland und den USA und war Mitglied vieler Organisationskomitees. 2007 verteidigte sie mit Erfolg ihre Doktor-Dissertation über Riesenmagnetoimpedanz (Giant magnetoimpedance) im Zusammenhang mit der magnetischen Anisotropie und den Magnetisierungsprozessen ferromagnetischer Strukturen für die Promotion zur Doktorin der physikalisch-mathematischen Wissenschaften.
Kurljandskaja hält Vorlesungen an der UrGU und der Universität Baskenland über Magnetismus, magnetische Eigenschaften von Biomaterialien, magnetische Flüssigkeiten, physikalische Messmethoden, magnetische Sensoren und magnetische Biosensoren. Sie ist Mitglied des Institute of Electrical and Electronics Engineers (IEEE).